# Котські Альпи (римська провінція)
Котські Альпи (лат. Alpes Cottiae) — провінція Римської імперії, одна з трьох невеликих провінцій, що сховалися в Альпах на кордоні сучасних Франції та Італії. Основним призначенням цих провінцій було підтримання в порядку доріг через альпійські перевали. Котські Альпи межували з Нарбонською Галлією на заході, Приморськими Альпами на півдні, Італією на сході і Пенінськими Альпами на півночі. Столицею провінції було місто Сегузіум (лат. Segusium) (сучасна Суза в П'ємонті).
Провінція отримала назву по імені лігурійського царя Коттія, який правив у цих краях на початку I ст. до н. е. та чиї володіння були включені до складу римської держави Августом. Спочатку Коттій і слідом за ним його син, що носив те ж ім'я, утримували владу на правах клієнтів Риму, але після їх смерті для управління провінцією почали призначати префектів, що обираються з стану вершників.